# 南漢山城
南漢山城（：／ Namhansanseong */?）位於韓國首爾特別市東南方約25公里的京畿道廣州市，海拔約480米，與河南市、城南市的山脊相連，以達到最大的軍事防禦能力。城郭長達12公里的，其廣大面積也提供朝鲜王朝（1392〜1910年）以山城為緊急首都的必要條件。南漢山城以東亞堡壘建築風格為基礎，體現當時朝鮮與日本安土桃山時代以及中國明清四國之間的廣泛交流，特別是在16〜18世紀朝鮮的連續戰爭中。這一時期武器裝備的技術發展，朝鮮從歐洲進口火藥並使用在戰爭，也大大影響了山城的建築和佈局。南漢山城展現了朝鮮日常生活環境以及防禦目標結合形成的韓國防禦機制各種理論，體現了佛教在保護國家和山城方面所發揮的重要作用的證據，並成為韓國主權的象徵。山城位於南漢山，包含有可追溯至17世紀的防禦工事和一些寺廟。

## 歷史

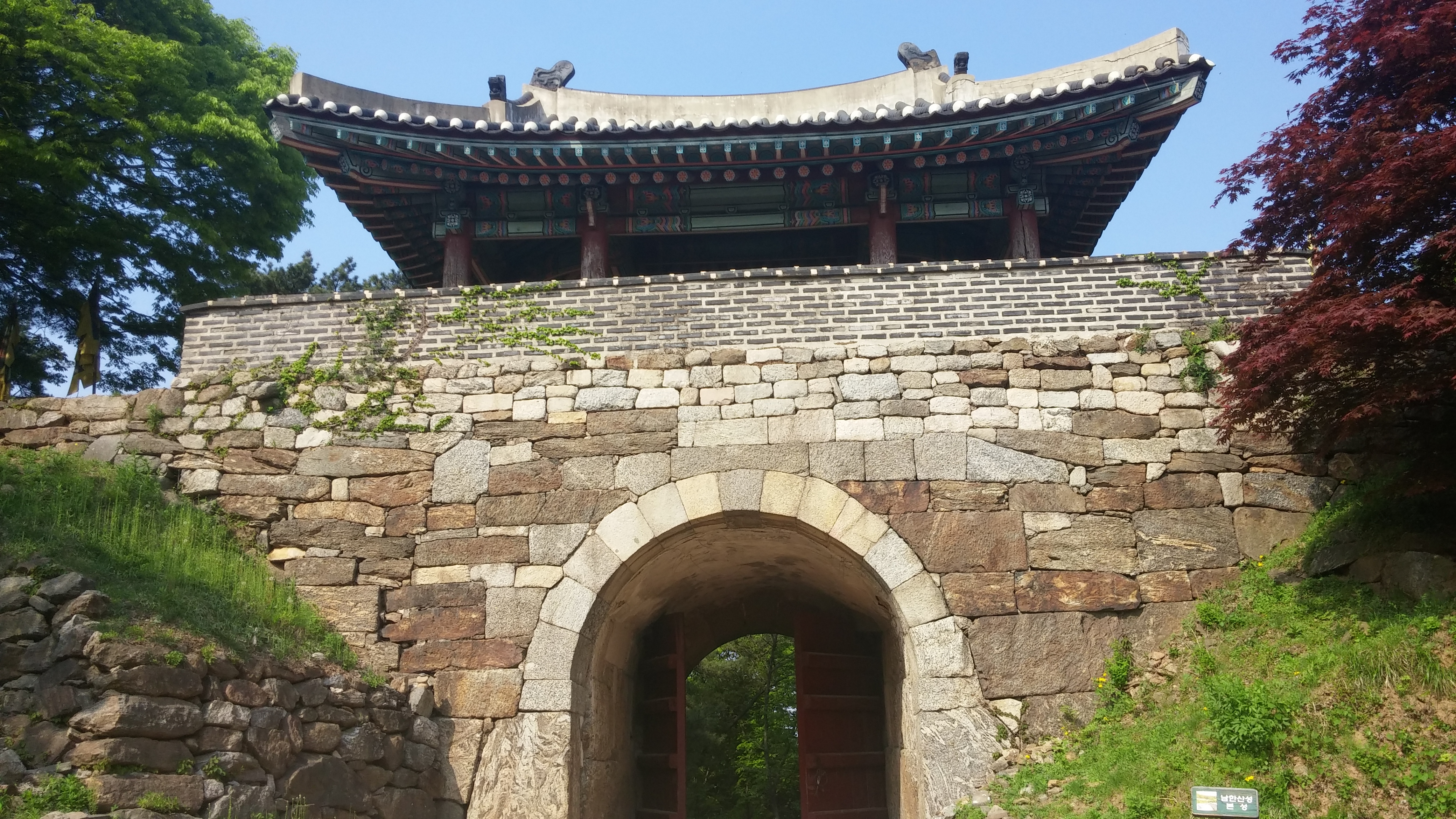
南漢山城北門

南漢山城最明顯的特徵在於其地理優勢，它有一個叫做高老峯（고로봉）的寬敞平頂，位處海拔480米以上的中心位置和高處，以及其内部廣闊平坦的高地，可以輕鬆觀察城外情況。由於這樣的地形優勢，南漢山城作為七世紀新羅統一時代的軍事指揮場所。當時新羅在今天的南漢山城位置建立名為晝長城的堡壘，在七世紀與唐朝的戰爭時，提供了人員和物資供應。在13世紀高麗王朝統治期間，南漢山城是對抗蒙古人入侵的一個重要軍事據點。從17世紀起，南漢山城，是一個靠近首都漢城的軍事堡壘，其堡壘大小相比新羅時期產生了巨大變化，以它作為朝鮮國王在緊急情況下的應急場所。隨後，它成為一個超大型的山城，很難從世上其他地方找到類似南漢山城的山城防禦工事。
南漢山城自1624年建成以來，已經有超過三百多年的系統管理和經營。具體來說，南漢山城正是滿洲入侵的歷史戰場，在1636年中國明清王朝過渡期間清朝透過此地開始獲得了東亞的霸權。而山城也是朝鮮主權的精神象徵以及直至二十世紀的軍事安全之地。南漢山城豐富的歷史表明朝鮮從建國之時起的佛教，儒家，民間宗教和基督教價值觀在朝鮮社會上的交流。

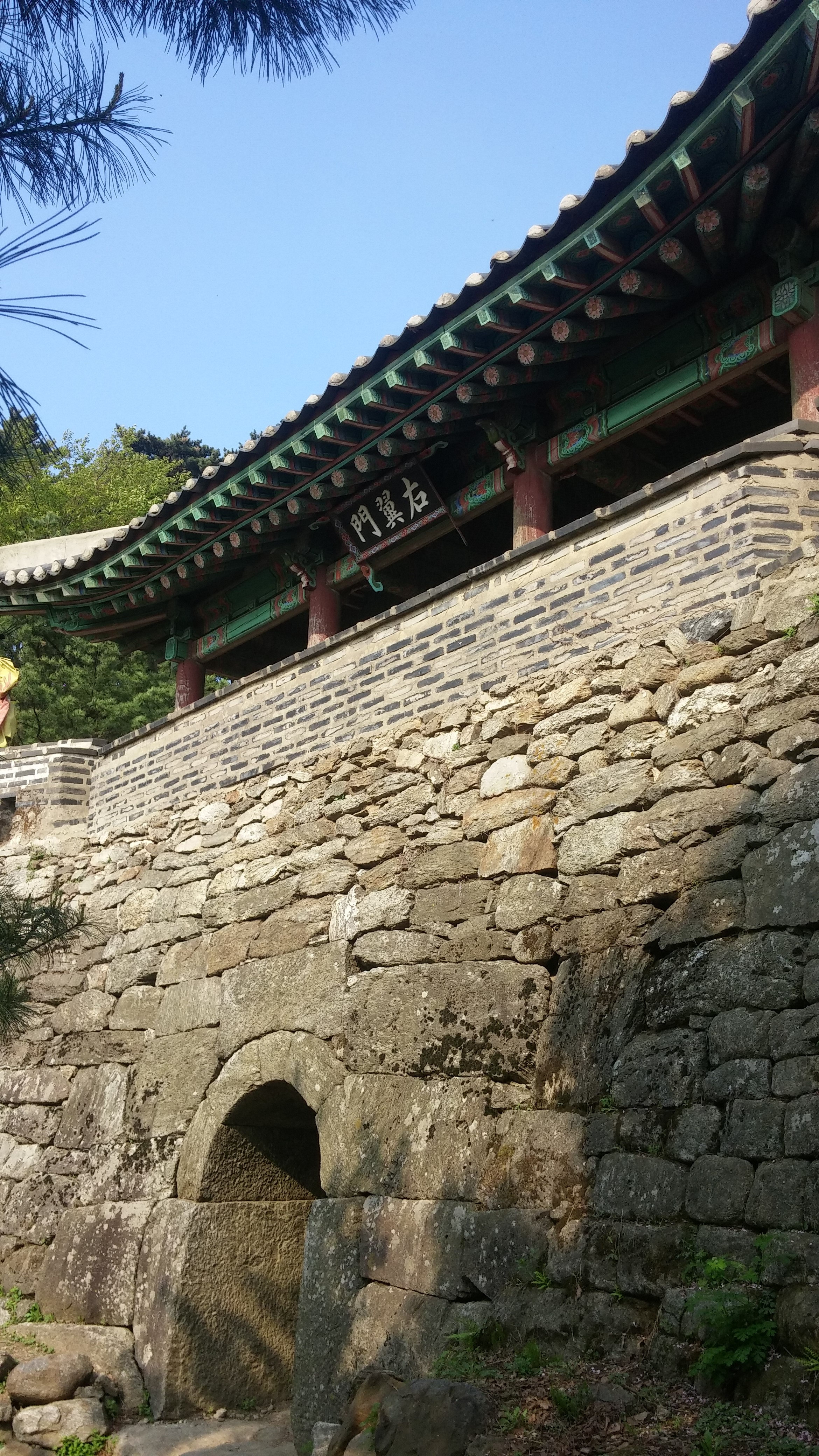
南漢山城西門

17世紀的南漢山城被修建為計劃城市，既作為戰時的緊急首都，也是正常時期的行政中心。常見的朝鮮傳統村莊通常位於與山堡相鄰的平地上。因此,南漢山城是一個自給自足的防禦堡壘，當地行政中心和行宮一起被放置在山城內。因此，山城可以發揮各種功能，如防禦，行政，商業和皇室祭祀祖先的儀式。不像在歐洲和日本的山城旨在捍衛統治階級的人，因為南漢山城是一個巨大的防禦性工事，朝鮮的統治階級和平民都可以在山城得到庇護。
自17世紀開始，南漢山城有4000多名的常住人口，居民有良好的管理和紀錄。韓國大部分堡壘城市自日據時代起遭受了嚴重破壞，再經過大韓民國工業化和城市化進程再讓山城轉變為原來的佈局和形式，但由於日本殖民政府將南漢山城的行政部門在殖民化早期全部拆除,導致南漢山城大量軍事功能消失，此後讓南漢山城成為一個孤立的山村。
南漢山城的特點在整個歷史過程中發生了很大變化。堡壘在1627年至1917年期間是作為緊急狀況時，宮殿和行政辦公的軍事和行政中心，在20世紀初李氏朝鮮時代結束而日本殖民時期即將到來期間，山城的佛教僧侶（승려）和寺廟是作為全國民間抵抗運動（의병/義兵）的中心，20世紀初日本殖民時期即將到來。最終，山城還是被日本在1907年進行拆遷和關閉寺廟。而由於1917年光州縣辦被搬遷，山城失去了以往城鎮中心的功能，成為一條偏遠的山村。 隨後，南漢山城在朝鮮戰爭期間遭受到嚴重的人口損失和物資損失。時至今日，南漢山城已經成為首爾附近的著名旅遊景點，在經過大規模的修復後，在20世紀70年代以來被指定為道級公園。而自20世紀80年代以來，餐廳和各種遊客設施的數量大幅增加。自上世紀90年代以來，在對於南漢山城的各種研究基礎上，緊急行宮和皇家祖殿已經得到積極的恢復，南漢山城並在2010年列入世界遺產預備名單。最終在2014年6月，在卡達多哈舉行的第38屆世界文化遺產委員會上，南漢山城被列入聯合國教科文組織世界遺產名錄。

## 世界文化遗产評定標準
联合国教科文组织在评价世界文化遗产时，会以突出的普遍价值（OUV: Outstanding Universal Value）作为指定标准。其中南汉山城符合世界文化遗产指定标准第二项和第四项。 
- 指定标准（第二项）: 南汉山城是见证国际战争，东亚武器发展史以及筑城技術發生相互交流的证据。同时，該城也是为了守护朝鲜的自主权与独立性，在紧急情况时能够发挥首都功能而有计划建设的独一无二的山城。[2]
- 指定标准（第四项）: 南汉山城运用险峻地形，建设城郭和防御设施，展现了7世纪至19世纪各个时代的筑城术发展过程。[3]

以这样特有的价值为中心，京畿道和京畿文化财团为了把南汉山城申报为联合国教科文组织世界文化遗产, 开展了各种事业及研究调查。结果，在2011年2月被文化遗产厅选定为国内暂定目录遗产中优先申请联合国教科文组织世界文化遗产的推广场所, 而到2013年1月向世界遗产中心提交了登录申请书。

### 保育管理
南漢山城需要一個良好的監督管理體系。為此，本次評估工作的準備工作包括理事會等管理機構人員以及災害預防，環境管理，預算，推廣和村莊活動記錄等方面的人員編制。南漢山城世界遺產中心會定期對上述活動進行監督，並制定相關條例和確定自主監測的方式。另外，南漢山城世界遺產中心負責管理和監督南漢山城的文化遺產，而南漢山城省公園辦的公室負責管理和監測南漢山城和省公園區內的訪客設施，所有都是按照2012年「南漢山全面改善基本計劃」而進行。

### 保護和管理要求
南漢山保護的法律依據是《韓國國家文物保護法》和《國家自然公園法》。省和市有相關具體的條例和規定。在《韓國國家文物保護法》的基礎上，整個文化遺產被指定為歷史遺跡，周邊地區有緩衝區，對開發建設有限制。整個遺產和緩衝區再次被保護為更廣泛地區的省公園。在這些框架下，南漢山城周邊地區已經建立了一個妥善的保護管理計劃，以確保對其內的堡壘和城鎮的長期保護。更成立了一個名為「南漢山城世界遺產中心」的獨立實體，負責對遺產的整體管理。該實體與南漢山城省公園辦公室、居民、地方政府、專家和中央政府合作，從而更全面地去保護世界遺產。
保護財政支持來自國家和省級政府，項目由南漢山城世界遺產中心管理和運營。更建立一套監督制度，以控制財政資源的適當使用和執行擬定的計劃。
目前南漢山城的保護狀況可以分為三個部分，即軍事部門、行政部分和民間部分。軍事部分包括山城內的堡壘石壁和建築物，外牆，軍器廳（군기청）和佛教寺廟。行政組成部分包括左殿（좌전）神社，右室（우전）神社遺址，緊急行宮，坐勝堂（좌승당）大廳及人和舘（인화관）的遺址。民間組成部分包括石碑，亭子和一些無形遺產，如禮儀和儀式。所有這些組件都被記錄下來，並按照遺產的形式和類型進行適當管理。
影響保護南漢山城遺產的幾個因素是發展壓力，環境壓力，自然災害，風險準備，訪客壓力以及土地利用。南漢山城的發展壓力相對較低，因為《韓國國家文物保護法》和《國家自然公園法》和城市管理規劃有效地控制了地產商和緩衝區。訪客壓力也許是南漢山城的最高風險因素。為了可持續保護山城地區，相關機構啟動了預防措施，包括承載能力研究，定期估計訪客，並利用法律規定的規劃機制進行管理。

## 南汉山城行宫
行宫是指国王离开首都宫殿并出行到外地时临时居住的场所。筑成南汉山城行宫的目的是为了应对战争或内乱等紧急情况，是救兵到达之前替代汉阳都城宫殿的避难场所、 完工时期为仁祖4年（1626年）。在仁祖14年（1636年）爆发丙子胡乱时，仁祖避难至南汉山城并堅守了47天。之后，肃宗、英祖、正祖、哲宗、高宗等国王在骊州、利川等地出游时，曾在此逗留过。
南汉山城行宫根据朝鲜时代都城宫殿建筑布局，导入了城内官厅 “外朝”、政务空间 “治朝”、国王寝宫 “燕朝” 等三个空间的 “三朝” 原理和前方国王书房、后方寝宫的  “前朝后寝” 的安排方式。自从南汉山城导入  “前朝后寝” 原理后、影响到了北汉山城行宫的建设。南汉山城行宫是现存的唯一一个兼具宗庙和社稷的行宫。它不仅仅是一个普通行宫、 更是在紧急情况下能够执行临时首都作用的地方。
行宫建筑：
- 汉南楼（한남루）：南汉山城行宫正门，为两层楼阁式建筑，面阔三间，下层为宫门。目前的汉南楼是1798年修建的。门内有一座四方形的莲池。
- 外行门（외행문）：行宫的第二道宫门。1798年之前是行宫的第一道宫门。
- 行阁（시실）：在外行门的左右两侧，是随驾官员办公的地方。门左侧为北行阁，右侧为南行阁。
- 中门（중문）：在外行门之内，是行宫的第三道宫门，门内即是行宫的正殿——外行殿。
- 外行殿（외행전）：也叫“下阙”，为行宫外朝建筑。
- 日长阁（일장각）：在外行殿左侧，面阔四间，1829年建造，为行宫便殿。2010年进行了复原，殿内有平床、木枕、书案、书柜、火炉、四君子屏风等文物。
- 凝清门（응청문）：在外行殿左后侧，是进入行宫內寝区域的侧门。
- 内行殿（내행전）：也叫“上阙”，是国王的寝宫，面阔七间，进深四间，平面共有二十八间。殿内有日月五峰图屏风和国王的红漆交椅。
- 坐胜堂（좌승당）：在内行殿左侧，是南漢山城守將辦公的地方。
- 明威门（명위문）：在内行殿左后侧，是进入行宫后园的小门。
- 在德堂（재덕당）：在内行殿左后方，1688年修建，推测是祠堂，具体用途不详。
- 以威亭（이위정）：在后园中，为面阔三间的山亭，1817年建造，在此举行射礼。

左殿（좌전）：南汉山城行宫左侧的宗庙建筑。
- 正殿（정전）
- 永宁殿（영녕전）

## 南汉山城的故事

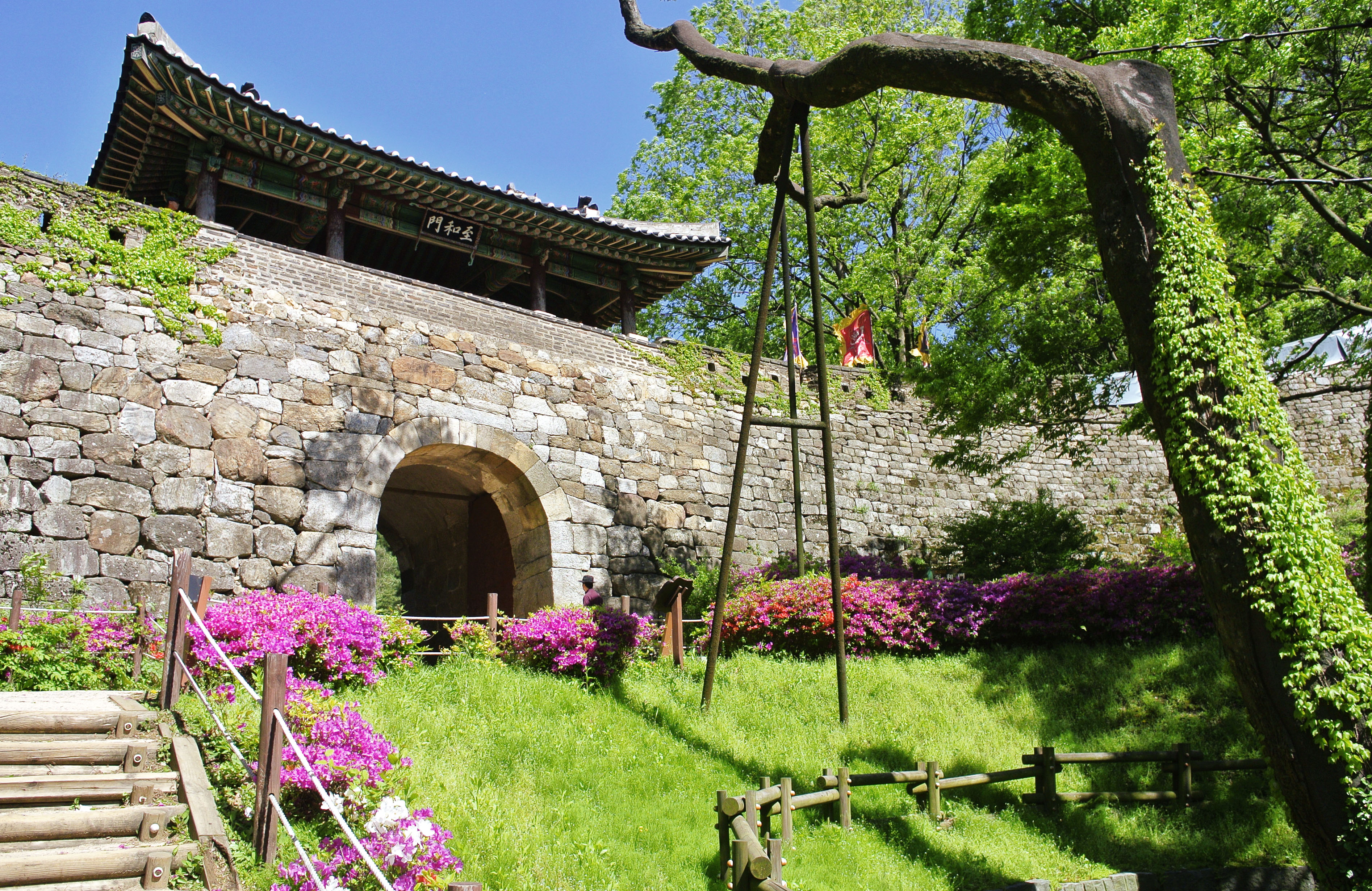

### 徐欣男之墓碑
丙子胡乱爆发后，仁祖避难至南汉山城。在避难途中多数臣僚逃之夭夭，最终只留下几名臣僚。臣僚轮流背仁祖上山，但是因为是寒冬，大家都已经累得精疲力尽。此时，一名樵夫出现并把仁祖背到了南汉山城。不久后，仁祖叫来樵夫徐欣男，让他说出愿望。因为他说想要仁祖的龙袍，仁祖便把龙袍送给他了。此后，徐欣男在战争时打探敌情，起到了很重要的作用。徐欣男死后有龙袍陪葬，因此有很多人前去徐欣男的墓地祭拜。

### 清凉堂和鹰岩
事情发生在建造南汉山城的时候。南汉山城东南方由李瀤将军负责，而西北方由僧人碧岩大师负责建筑。北方地形延缓，山势平坦，因此可以按时完成。但南方地形险峻，施工时间比预计更长一些。国王得知南方还未完成，打算处罚李瀤将军。李瀤将军称自己已经竭尽全力，如果被处死后有鹰飞上天空，则表明自己没有罪。难以置信的是，李瀤将军被处死后，真的飞来一只鹰盘旋在李瀤将军尸体上，然后飞到岩石上离开了。所以国王再次确认了建筑情况，发现已经砌好的城墙极为严实。从而他为了告慰无辜死去的李瀤将军而建造了清凉堂。同时每年在此舉行李瀤将军的祭祀活動。

### 崇烈殿温祚王
仁祖在睡梦之时，有位老人出现并告知敌人正在逼近，告诫仁祖要小心。仁祖立即下令确认，发现敌军正在拆毁墙垣。后来发现，梦中老人是百济始祖温祚王。仁祖因为温祚王逃过一劫，为表达谢意，建造了崇烈殿。不久后，仁祖梦中又出现了温祚王。温祚王称独自一人在崇烈殿极为无聊，希望仁祖派遣一名臣僚。第二天晨起后发现，负责南汉山城建筑的总负责人李曙将军突然离世，仁祖认为是温祚王带走的。所以，在崇烈殿里同时供奉着温祚王和李曙将军，并在每年都举行一次祭祀。

### 显节祠的三学士
显节祠是为了纪念丙子胡乱时，誓死不向后金投降的三学士——洪翼汉、尹集、吴达齊的爱国情怀而建造的祠堂。后来还供奉着金尚宪和郑蕴。“三学士”在南汉山城被后金完全包围时，誓死不降，并主张对抗到底。后来，朝鲜投降后，三学士被押送至后金。因为被押送过去后仍然不投降，所以遭到了酷刑。为了告慰三学士的忠诚而建造了显节祠，并每年都举行一次祭祀。

## 交通

### 南門入口

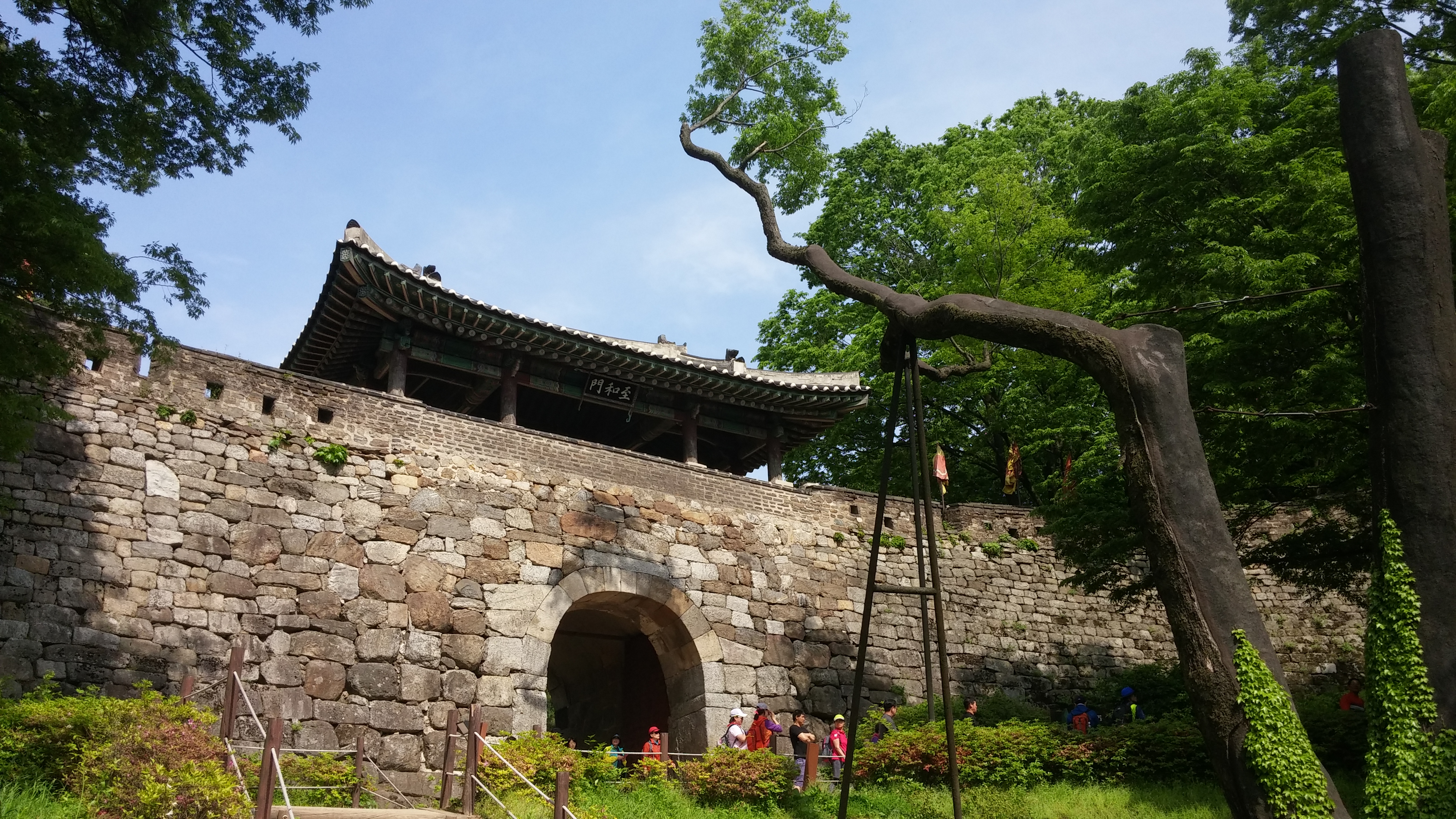
南漢山城南門

- 蠶室 → 福井十字路 → 躍進路 → 南門 → 城山交叉路

- 水原 → 新葛 → 盆唐 → 牡丹 → 太平十字路 → 市廳前 → 新興住公 → 南門 → 山城交叉路

### 東門入口
- 華克山莊 → 千戶大橋 → 吉洞 → 中部高速公路上一洞立交橋 黃山三岔路(國道43號) → 奄尾里(銀嶺) → 光地院 → 東門 → 山城交叉路

- 中部高速公路慶安立交橋(首爾，河南市國道43號)  → 光地院 → 東門 → 山城交叉路

## 公共交通
地铁8号线 → 公交车(9路或52路)
- 从山城站2号出口步行2分钟左右“山城·新興公寓”，乘坐9路或52路公交车后在“南汉山城交叉路”站下车。

從山城觀看首爾市中心 - 放大可以看到無數的辦公大樓和公寓

## 相關作品
- 小說：韓國小說家金薰的《南漢山城》。是基於1636年丙子戰爭的基礎上，朝鮮仁祖當時在山城內避難。
- 2009年：音樂劇，“南漢山城”，以上述同名小說為基礎，但著重於在惡劣情況下當時山城內平民百姓的生活和生存精神。，由男子音樂組合Super Junior的成員藝聲飾演一名叫做作為一名僕人下屬鍾明洙（韓語：정명수）。音樂劇在11月9日至11月14日於城南藝術中心歌劇院演出。
- 電影：2017年韓國電影《南漢山城》(The Fortress)，由同名歷史小說《南漢山城》的作者金薰擔任編劇，導演黃東赫執導，李炳憲、金倫奭、朴海日、高洙、朴喜洵、趙宇鎮等演員卡司主演，描述丙子戰爭期間，朝鮮國王與大臣被清軍圍攻，受困在南漢山城的故事。

## 曾到此取景的電視劇
- 大長今 (2003年)
- 同伊 (2010年)
- 推奴 (2010年)

## 外部連結
- Namhansanseong Official Webpage (英語)
- Namhansanseong Official Webpage (國文)
- 中国传单
- 南汉山城 寫眞